# 王自如
王自如（英語：Shawn Wang，1988年6月5日—），中国黑龙江省齐齐哈尔人，科技评测媒体ZEALER创始人，数码测评博主。

## 生平
王自如毕业于西安翻译学院，后就读于香港理工大学。自2009年开始，开始从事数码产品的评测，随后于2012年创办科技评测媒体ZEALER。2014年，王自如与锤子手机创办人罗永浩就Smartisan T1的评测问题产生旷日持久的矛盾。2021年，王自如辞去ZEALER职位，入职格力总裁办及文化培训传播中心组织下，担任副总裁职务。
2024年2月，王自如被强制执行3383万人民币。同年8月，深圳南山区对王自如下达限制消费令。8月16日，外界传言称王自如已从格力离职。